# Eumicrotremus andriashevi
Eumicrotremus andriashevi is een straalvinnige vissensoort uit de familie van snotolven (Cyclopteridae). De wetenschappelijke naam van de soort is voor het eerst geldig gepubliceerd in 1936 door Perminov.